# Fotografija u 1957.
◄◄ | ◄ | 1954. | 1955. | 1956. | 1957.  | 1958. | 1959. | 1960. | ► | ►►
Arhitektura • Astronautika • Astronomija • Biologija • Film • Fotografija • Glazba • Kazalište • Kemija • Kiparstvo • Knjige • Književnost • Kršćanstvo • Meteorologija • Medicina • Planinarstvo • Politika • Pravo • Promet • Slikarstvo • Strip • Šport • Televizija • Znanost • Zrakoplovstvo • Željeznički promet
Fotografija u 1957.

## Hrvatska i u Hrvata

### Rođenja
- Petar Botteri, umjetnički fotograf iz Staroga Grada na Hvaru († 2017.)

## Vanjske poveznice
|  | Zajednički poslužitelj ima još gradiva o temi Fotografija |